# Cabot vermell
El cabot vermell (Tripterygion melanurum) és un peix de la família dels tripterígids i de l'ordre dels perciformes.

## Morfologia
Semblant als blènnids, però així com les raboses no tenen escames i tenen la pell mucosa, els tripterígids presenten escames, entre altres diferències. Molt petit: els mascles arriben als 5 cm i les femelles als 4 cm. Cap amb el morro punxegut. Ulls grossos. Tres aletes dorsals (les dues primeres formades per radis espinosos i flexibles, i la darrera amb radis blans). Aletes pelvianes molt reduïdes i per davant de les pectorals. Cos de color vermell i cap fosc (negre en els mascles durant el període reproductor) amb línies blaves o blanques.

## Reproducció
Es reprodueix entre maig i juny. Els ous es ponen damunt l'esponja tòxica Cramba crambe. El mascle s'encarrega de vigilar la posta.

## Alimentació
Menja petits invertebrats.

## Hàbitat
És bentònic de fons rocallosos i esciòfils a poca fondària (2-10 m).

## Distribució geogràfica
És endèmic del Mediterrani (Mar Balear, sud de Sardenya, Algèria, Tunísia, Israel, Líban, Xipre i sud de Turquia).

## Costums
Són més territorials durant l'època reproductora.

## Confusió amb altresespècies
És difícil de diferenciar-lo de Lipophrys nigriceps, ja que tant la forma com el color són semblants i comparteixen el mateix hàbitat.